# Декларация о национальном суверенитете крымскотатарского народа
Декларация о национальном суверенитете крымскотатарского народа (крымскотат. Qırımtatar halqınıñ milliy mustaqilligi beyannamesi, укр. Декларація про національний суверенітет кримськотатарського народу) — программный документ, в котором был составлен курс на национально-государственное самоопределение крымских татар, их права на землю и ресурсы Крыма. Был принят 28 июня 1991 года на II Курултае крымскотатарского народа.

## Предыстория
Крымские татары сформировались на одноимённом полуострове как результат смешения различных этнических групп, населявших эту территорию в разные эпохи. Их государственность была утрачена после того, как 8 апреля 1783 года Крым стал частью Российской Империи. 
В 1905 году мусульмане Крыма провели съезд и создали исполнительный комитет, целью которого было добиться культурной автономии и сохранить национальную самобытность. А в 1917 году была основана крымскотатарская политическая партия «Милли Фирка». В этом же году 26 ноября был созван I Курултай (национальный съезд) крымских татар, где избрали 76 делегатов, в том числе четырёх женщин. 13 декабря Курултаем была провозглашена Крымская Народная Республика, которая в марте 1918 года после завоевания полуострова большевиками была преобразована в Таврическую Советскую Социалистическую Республику, а затем после окончательного утверждения власти большевиков в Крымскую Автономную Советскую Социалистическую Республику в составе РСФСР.
С 18 по 21 мая 1944 года по обвинению в массовом коллаборационизме крымские татары и другие народы Крыма были выселены в Центральную Азию. Спустя год Крымская АССР была ликвидирована и на её основе была преобразована Крымская область, а почти все населенные пункты, носившие крымскотатарские названия, были переименованы. В отличие от остальных депортированных народов, которые после развенчания культа личности Сталина вернулись на родину и восстановили свои национальные республики, крымские татары этих возможностей были лишены.
28 ноября 1989 года Верховным Советом СССР были приняты соответственно Декларация «О признании незаконными репрессивных актов против народов, подвергшихся насильственному переселению, и обеспечении их прав» и Постановление «по проблеме советских немцев и крымскотатарского народа».
20 января 1991 года был проведен референдум, согласно которому Крымская область должна быть преобразована в Крымскую АССР как «субъект СССР и Союзного договора». 12 февраля 1991 года сессия Верховного Совета УССР приняла Закон «о восстановлении Крымской Автономной Советской Социалистической Республики». Новая автономия была основана как территориальное образование, в то время как крымские татары настаивали на национальном, что привело в итоге к бойкоту референдума с их стороны.
С 26 по 30 июня 1991 года был созван II Курултай крымскотатарского народа, делегатами которого избрали 255 человек. Работая в Симферополе, Курултай принял несколько основополагающих документов, в частности, декларацию о национальном суверенитете крымскотатарского народа.

## Содержание
Декларация о национальном суверенитете крымскотатарского народа была обращена ко всем жителям Крыма, к крымскотатарскому народу, к ООН и наконец к самому президенту СССР. Она была написана на русском языке и содержала следующие заявления:
1. Крым является национальной территорией крымскотатарского народа, на которой только он обладает правом на самоопределение так, как оно изложено в международных правовых актах, признанных мировым сообществом. Политическое, экономическое, духовное и культурное возрождение крымскотатарского народа возможно только в его суверенном национальном государстве. К этой цели будет стремиться Крымскотатарский народ, используя все средства, предусмотренные международным правом.
2. Отношения между крымскими татарами и национальными и этническими группами, проживающими в Крыму, должны строиться на основе взаимного уважения, признания человеческих и гражданских прав и интересов, должно обеспечиваться строгое соблюдение политических, экономических, культурных, религиозных и иных законных прав всех людей независимо от их этнической принадлежности.
3. Любое противодействие реализации неотъемлемого права крымскотатарского народа на самоопределение на своей национальной территории противоречит положениям Устава ООН и других общепризнанных международных правовых актов, крымская АССР, восстанавливаемая не как национально-территориальное образование, рассматривается как попытка юридического закрепления результатов депортации крымских татар в 1944 году и не признается курултаем в таком виде.
4. Земля и природные ресурсы Крыма, включая его оздоровительно-рекреационный потенциал, являются основой национального богатства крымскотатарского народа и источником благосостояния всех жителей Крыма. Они не могут использоваться помимо воли и согласия крымскотатарского народа, любые действия, ухудшающие экологическое состояние и искажающие исторический ландшафт Крыма, включая прилегающие акватории Черного и Азовского морен, должны быть прекращены. Вред наносимый природе и ресурсам Крыма, должен быть возмещен виновными.
5. В случае противодействия государственных органов или каких-либо иных сторон достижению целей, провозглашенных Курултаем и настоящей декларацией, Курултай поручает Меджлису добиваться признания за крымскотатарским народом статуса народа, ведущего борьбу за свое национальное освобождение, и действовать согласно этому статусу.

Декларация была опубликована в выпуске газеты «Авдет» за 11 июля 1991 года
.

## Мнения
Делегат Курултая Шевкет Кайбуллаев писал, что одной из задач декларации было показать миру, что есть такой народ, как крымские татары, который долгое время не признавали отдельным этносом. Такое же мнение высказывала редакция газеты «Авдет». Однако призывы декларации были отвергнуты. Более того, декларацию использовали в качестве обвинений крымских татар в намерениях якобы не столько добиться прав коренного народа, сколько установить националистическое государство на Крымском полуострове, в котором не будет места славянам и другим народам Крыма.